# Al-Amin
Al-Amin was de zoon van kalief Haroen ar-Rashid. Hij werd vermoord tijdens de vierde fitna (809-827), bij het Beleg van Bagdad (812-813).